# Baby D
Baby D (nacido como Donald B. Jenkins; Atlanta, 5 de noviembre de 1978) es un rapero underground de Atlanta nacido el 5 de noviembre de 1978, sacó su primer álbum con 21 años, Off da Chain, publicado en 2000 en Big Oomp Records. Dos años después, su segundo trabajo, Lil' Chopper Toy fue muy aclamado dentro del underground. Una compañía discográfica mayor, le ofreció un contrato, cosechando el joven MC bastante dinero del acuerdo con Epic.

## Discografía

### Álbumes oficiales
- Off Da Chain (2000)
- Lil' Chopper Toy (2002)
- A-Town Secret Weapon (2008)

### Singles
- It's Goin' Down (con Bone Crusher & Dru) (2003)

### Otras apariciones
- "We Ain't Playin" por Lil' Flip con Killer Mike, Baby D & Pastor Troy.
- "Hold On Ho!" por Unk con Baby D & Parlae de los Dem Franchize Boyz.
- "Dance Freak" por LoKo con Raheem & Baby D.